# Snooker-Saison 2020/21
Die Snooker-Saison 2020/21 war eine Serie von Snooker-Turnieren, die der Main Tour angehörten.

## Saisonergebnisse
Wegen der COVID-19-Pandemie hatte die Vorsaison länger gedauert als geplant. Außerdem waren alle Sportveranstaltungen in China für die gesamte Saison gestrichen worden. Dadurch waren die vorherigen Planungen hinfällig und der Turnierkalender musste neu erstellt werden:
- Neben den Turnieren in China wurden auch das Riga Masters, das Paul Hunter Classic und die 6-Red World Championship abgesagt. Die anderen Turniere blieben erhalten.
- Das Saudi Arabia Snooker Masters, das als neues Turnier vom 4. bis 10. Oktober 2020 geplant gewesen war, entfiel ebenfalls.[1] Erst 2024/25 wurde es erneut in den Turnierkalender aufgenommen.
- Zwei Turniere, das European Masters und der World Grand Prix, die erst für 2021 geplant waren, wurden auf 2020 vorverlegt. Das bedeutete auch, dass die beiden Turniere in einem Kalenderjahr zweimal stattfanden.
- Das Gibraltar Open war erstmals kein Pro-Am-Turnier, das heißt es entfiel die Vorqualifikation, die für Amateurspieler offen gewesen war.
- Die Championship League wurde wie im Vorjahr zweimal angesetzt: als traditionelles Einladungsturnier und als Weltranglistenturnier. Nach dem Abbruch der Vorsaison war das neue Format beim ersten Turnier bei der Wiederaufnahme angewandt worden und wurde beim Auftaktturnier der neuen Saison in ähnlicher Form eingesetzt.
- Mit der WST Pro Series wurde ein zweites Gruppenturnier eingeführt, das auf zwei Termine verteilt wurde.
- Von September 2020 bis Februar 2021 fanden alle Turniere ausschließlich im englischen Milton Keynes statt.[2][3][4]

| Datum                              | Turnier                       | Austragungsort | Art                   | Sieger         | Finalist          | Ergebnis |
| ---------------------------------- | ----------------------------- | -------------- | --------------------- | -------------- | ----------------- | -------- |
| 13. September bis 30. Oktober 2020 | Championship League 2020/2    | Milton Keynes  | Weltranglistenturnier | Kyren Wilson   | Judd Trump        | 3:1      |
| 21. bis 27. September 2020         | European Masters 2020 (2)     | Milton Keynes  | Weltranglistenturnier | Mark Selby     | Martin Gould      | 9:8      |
| 12. bis 18. Oktober 2020           | English Open 2020             | Milton Keynes  | Weltranglistenturnier | Judd Trump     | Neil Robertson    | 9:8      |
| 2. bis 8. November 2020            | Champion of Champions 2020    | Milton Keynes  | Einladungsturnier     | Mark Allen     | Neil Robertson    | 10:6     |
| 16. bis 22. November 2020          | / Northern Ireland Open 2020  | Milton Keynes  | Weltranglistenturnier | Judd Trump     | Ronnie O’Sullivan | 9:7      |
| 23. November bis 6. Dezember 2020  | UK Championship 2020          | Milton Keynes  | Weltranglistenturnier | Neil Robertson | Judd Trump        | 10:9     |
| 7. bis 13. Dezember 2020           | / Scottish Open 2020          | Milton Keynes  | Weltranglistenturnier | Mark Selby     | Ronnie O’Sullivan | 9:3      |
| 14. bis 20. Dezember 2020          | World Grand Prix 2020/2       | Milton Keynes  | Weltranglistenturnier | Judd Trump     | Jack Lisowski     | 10:7     |
| 4. Januar bis 2. April 2021        | Championship League 2021      | Milton Keynes  | Einladungsturnier     | Kyren Wilson   | Mark Williams     | 3:2      |
| 10. bis 17. Januar 2021            | Masters 2021                  | Milton Keynes  | Einladungsturnier     | Yan Bingtao    | John Higgins      | 10:8     |
| 18. Januar bis 21. März 2021       | WST Pro Series 2021           | Milton Keynes  | Weltranglistenturnier | Mark Williams  | – 1               | – 1      |
| 27. bis 31. Januar 2021            | / German Masters 2021         | Milton Keynes  | Weltranglistenturnier | Judd Trump     | Jack Lisowski     | 9:2      |
| 4. bis 7. Februar 2021             | Snooker Shoot-Out 2021        | Milton Keynes  | Weltranglistenturnier | Ryan Day       | Mark Selby        | 67:24 2  |
| 15. bis 21. Februar 2021           | Welsh Open 2021               | Newport        | Weltranglistenturnier | Jordan Brown   | Ronnie O’Sullivan | 9:8      |
| 22. bis 28. Februar 2021           | Players Championship 2021     | Milton Keynes  | Weltranglistenturnier | John Higgins   | Ronnie O’Sullivan | 10:3     |
| 1. bis 7. März 2021                | / Gibraltar Open 2021         | Milton Keynes  | Weltranglistenturnier | Judd Trump     | Jack Lisowski     | 4:0      |
| 22. bis 28. März 2021              | Tour Championship 2021        | Newport        | Weltranglistenturnier | Neil Robertson | Ronnie O’Sullivan | 10:4     |
| 17. April bis 3. Mai 2021          | Snookerweltmeisterschaft 2021 | Sheffield      | Weltranglistenturnier | Mark Selby     | Shaun Murphy      | 18:15    |

## Spieler der Main Tour 2020/21
Neben den 64 bestplatzierten Spielern der Weltrangliste und 35 Spielern, die 2019 die Startberechtigung für zwei Jahre erhalten hatten, bekommen folgende 29 Spieler einen Startplatz für die Spielzeiten 2020/21 und 2021/22:
| Qualifikation über die Ein-Jahres-Rangliste - Jordan Brown - Jak Jones - Robbie Williams - Fergal O’Brien Qualifikation über die World Snooker Challenge Tour - Lukas Kleckers - Allan Taylor Internationale Meisterschaften: - Ashley Hugill (Sieger WSF Open) - Iulian Boiko (Finalist WSF Open) - Gao Yang (Sieger WSF Junior Open) - Sean Maddocks (Finalist WSF Junior Open) - Aaron Hill (EBSA-U21-Europameister) Qualifikation über die CBSA China Tour - Pang Junxu - Zhao Jianbo | Qualifikation über die Q School (Turnier 1, Turnier 2, Turnier 3) - Lee Walker - Peter Devlin - Simon Lichtenberg - Fan Zhengyi - Jamie Jones - Zak Surety - Oliver Lines - Ben Hancorn - Rory McLeod - Jamie Wilson - Farakh Ajaib - Steven Hallworth Weltmeisterschaft: Endrundenteilnehmer - Ashley Carty - Jamie Clarke Invitational Tour Card - Ken Doherty - Stephen Hendry |

Anmerkungen:
(1) Wegen der Corona-Pandemie waren kontinentale Meisterschaften und eine erstmals geplante Q School Asia abgesagt worden. Deshalb musste die Tourqualifikation kurzfristig neu geregelt werden. Unter anderem wurde festgelegt:
- Bei den internationalen Turnieren bekamen nicht nur die Sieger der beiden WSF-Turniere eine Tourcard, sondern alle vier Finalisten.
- Der Stichtag für die Top-64-Platzierung lag vor der Weltmeisterschaft statt wie sonst am Ende der Saison 2019/20, weil die Q School parallel zur WM-Endrunde ausgetragen wurde. Da Spieler nicht an beiden Turnieren gleichzeitig teilnehmen konnten, genügte das Erreichen der WM-Endrunde für die Qualifikation auch ohne Top-64-Platzierung.

(2) Ursprünglich hatte sich Andrew Pagett als EBSA-Europameister ebenfalls für diese Saison qualifiziert. Eine schwere Erkrankung verhinderte aber seine Teilnahme. Die WPBSA ließ daraufhin seine Teilnahmeberechtigung für ein Jahr ruhen und der Waliser konnte stattdessen an den Spielzeiten 2021/22 und 2022/23 teilnehmen. Der freie Platz wurde nicht nachbesetzt.